# تيرانس وليامز
تيرانس وليامز (بالإنجليزية: Terrance Williams)‏ هو لاعب كرة قدم أمريكية أمريكي، ولد في 18 سبتمبر 1989 في دالاس في الولايات المتحدة.

## وصلات خارجية
- الموقع الرسمي
- تيرانس وليامز على موقع إي إس بي إن.كوم (أن.أف.أل)3
- تيرانس وليامز على موقع مرجع كرة القدم المحترفة.كوم (الإنجليزية)